# Râul Iarăș
Râul Iarăș este un curs de apă, afluent al râului Olt. Râul se formează la confluența brațelor Valea Sârbului și Pârâul Borvizului

## Hărți
- Harta județului Covasna
- Harta Munții Bodoc-Baraolt  Arhivat în 29 ianuarie 2014, la Wayback Machine.